# Соляний пояс

Соляний пояс

Соляний пояс (англ. Salt Belt) — регіон США, в якому дорожня сіль використовується взимку для контролю снігу і льоду. Штати в солоному поясі включають Коннектикут, Делавер, Іллінойс, Індіана, Айова, Канзас, Мен, Меріленд, Массачусетс, Мічиган, Міннесота, Міссурі, Небраска, Нью-Гемпшир, Нью-Джерсі, Нью-Йорк, Північна Дакота, Огайо, Пенсільванія, Род-Айленд, Вермонт, Вірджинія, Західна Вірджинія, Вісконсин та Вашингтон. Інші штати, такі як Колорадо та Юта, також вважаються частиною соляного поясу, але використовують менш корозійні речовини.
Дорожня сіль є поширеною причиною корозії автомобільних деталей, і автомобілі у соляному поясі часто відчувають більш швидку іржу порівняно з іншими регіонами країни, що робить їх небезпечними, оскільки гальмівні лінії, електропроводка та структурні компоненти піддаються несприятливому впливу. Завод-виробник нагадує про проблеми корозії, які часто стосуються тільки транспортних засобів, експлуатованих в межах сольових поясів.

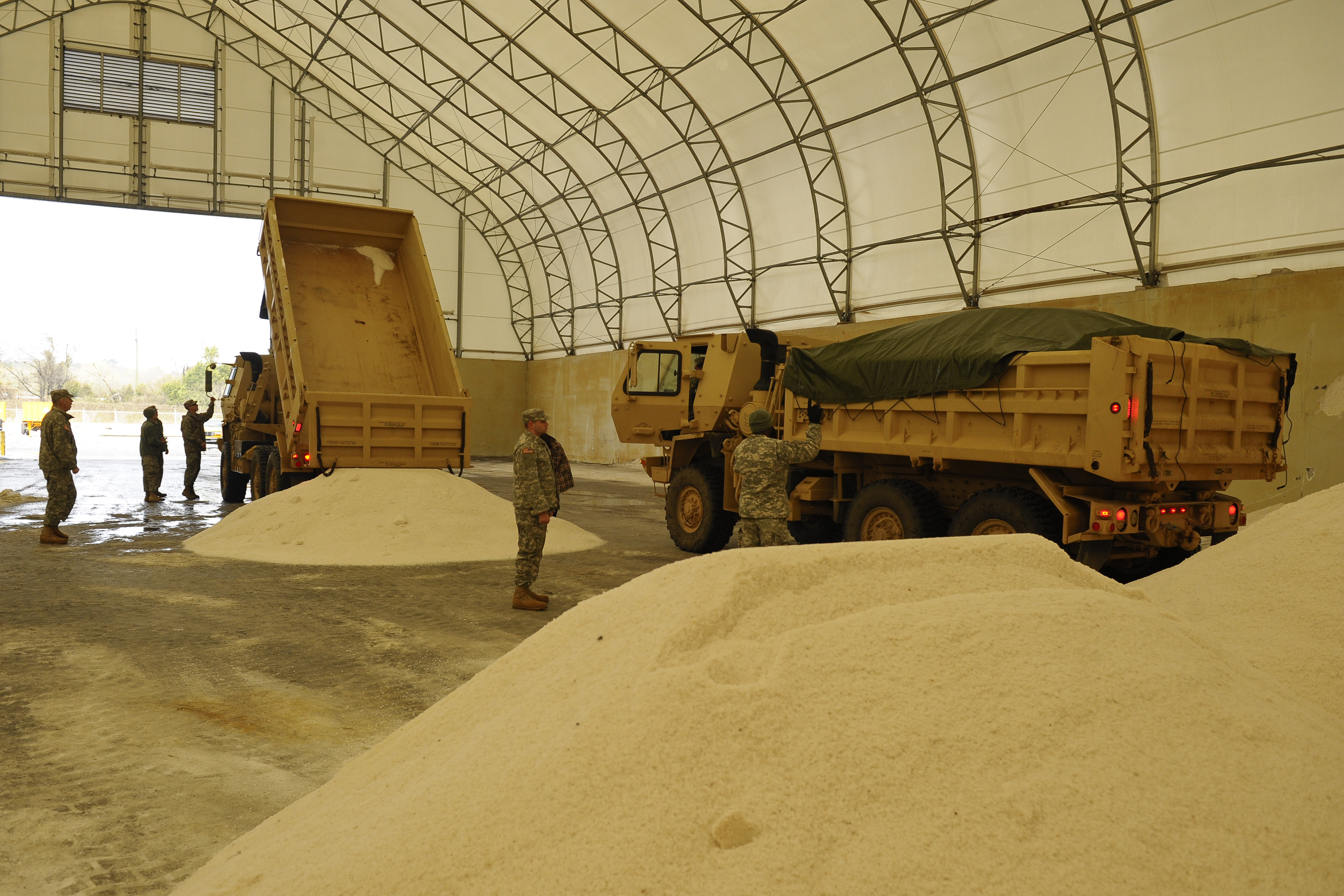
Дорожня сіль поставляється великими вантажівками